# Willie's Sister
Willie's Sister és una pel·lícula muda de la Vitagraph estrenada el 13 de gener de 1912 protagonitzada James Morrisson.

## Repartiment
- Earle William (company d’habitació de Willie)
- James Morrisson (Willie Green)
- Beatrice Behrman (germana de Willie)
- Anne Schaefer (mare de Willie)
- Alec B. Francis (pare de Willie)
- Tefft Johnson

## Argument
Willie Green, s’acomiada de la família perquè marxa a la universitat. Arribat al campus, s’acosta a un grup d’estudiants per preguntar on pot trobar la persona que l’ha d’acollir. En veure’l acabat d’arribar es riuen d’ell, l’obliguen a descobrir-se quan s’adreça a ells i el fan caure a terra. L’instal·len en una cambra amb un dels estudiants grans que el fa servir de criat. Un dia Willie rep una carta de la seva família dient que aviat el vindran a veure i li envien un paquet amb coses de marxar. En tornar de les classes es troba que el seu company ha convidat uns amics i entre tots han menjat tot el contingut de la capsa. Davant les seves protestes, ells riuen i li tiren la capsa buida.
La família visita Willie a la universitat i aquest porta la seva germana a passejar pel campus. Els seus turmentadors, en veure una noia tan bonica, volen immediatament ser presentats i segueixen Willie i la seva germana fins a la marxa de la família. Un cop sol, els estudiants grans agafen Willie i el porten a una gelateria. Willie passa la resta del curs amb comoditat i, com a reconeixement de les atencions rebudes, convida a cadascun dels nois a visitar-lo el 15 de juliol i conèixer la seva germana. Tots arriben per separat pensant que només ells estaven convidats. En arribar a la casa, troben a la germana de Willie i el seu marit que surten després de la cerimònia de casament i els reben amb una pluja d’arròs.